# Кунстхалле Тюбингена
Кунстхалле Тюбингена (нем. Kunsthalle Tübingen) — художественная галерея в городе Тюбинген (земля Баден-Вюртемберг), открытая в 1971 году по инициативе дочерей Роберта Боша, Паулы Цундель и Маргарет Фишер-Бош; музей проводит выставки как классического, так и современного искусства; неоднократно проводил масштабные персональные выставки.

## История и описание
Личная инициатива сестер Паулы Цундель и Маргарет Фишер-Бош — дочерей промышленник, инженера и изобретателя Роберта Боша — позволила городу Тюбинген в начале 1970-х годов начать строительство здания для художественной галереи на северной окраине центра города. Предполагалось, что новый музей станет памятью о муже Паулы, художнике Георге Фридрихе Цунделе. Наконец, Кунстхалле был построен в новом районе: одноэтажное здание с остекленной крышей обеспечивало весьма удачные условия для освещения произведений искусства.
С момента создания и до конца 2005 года галерею возглавлял историк искусства Гётц Адриани, создавший музейную программу, предполагавшую регулярную смену временных выставок современного и классического искусства. Поль Сезанн, Эдгар Дега, Пабло Пикассо и Огюст Ренуар были среди художников, чьи персональные выставки прошли в Тюбингене. Полученный от продажи билетов доход был вложен не только в дальнейшее улучшение инфраструктуры здание, но и в строительство отдельного административного корпуса. Наряду с авторами конца XIX — начала XX века в галерее неоднократно были представлены и известные современные художники — такие как Ансельм Рейле (2009), Карин Кнеффель (2010), Эван Пенни (Evan Penny, 2011) и Сантьяго Сьерра (2013). В марте-июле 2018 года в кунстхалле проходила групповая выставка «Sexy and Cool: Minimal Goes Emotional», рассказывавшая о «загробной жизни» минимализма — направления, популярного в XX веке — в 2010-х годах: авторы-минималисты были представлены наряду с пост-минималистами; художники, чьё творчество «формально или концептуально» относилось к минимал-арту также получили место на выставке.
Число посетителей варьировалось от 440 000 в 1996 году до 30 000 за 2013 год; капитальный ремонт здания завершился весной 2017 года. С января 2018 года историк искусства Николь Фриц (родилась в 1969 году) является директором Кунстхалле. В 2003 году Кунстхалле был преобразован из учреждения городской администрации Тюбингена в независимое некоммерческое учреждение культуры. Семья Цундель продолжает финансово поддерживать галерею по сей день — через специальный благотворительный фонд «Stiftung Kunsthalle Tübingen».